# Finale FA Cup 1992
De finale van de FA Cup van het seizoen 1991/92 werd gehouden op 9 mei 1992 in het oude Wembley Stadium in Londen. Liverpool nam het op tegen Sunderland. Liverpool klopte tweedeklasser Sunderland met 2-0. De doelpunten kwamen op naam van Michael Thomas en Ian Rush. Beide doelpunten werden gescoord in de tweede helft. Steve McManaman, linksbuiten van Liverpool, werd na afloop verkozen tot man van de wedstrijd. Sunderland was de eerste Second Division-club sinds Queens Park Rangers in 1982, die de finale van de FA Cup haalde. 

## Finale

### Wedstrijd
|                        |                     |         |                 |                                                                         |
| 9 mei 1992 15:00 UTC+1 | Liverpool           | 2 – 0   | Sunderland (II) | Wembley Stadium, Londen Toeschouwers: 79.544 Scheidsrechter: Philip Don |
| 9 mei 1992 15:00 UTC+1 | Thomas 47' Rush 68' | Verslag |                 | Wembley Stadium, Londen Toeschouwers: 79.544 Scheidsrechter: Philip Don |

| Liverpool | Sunderland |

| GK                                    | 1  | Bruce Grobbelaar |
| RB                                    | 2  | Rob Jones        |
| LB                                    | 3  | David Burrows    |
| CB                                    | 4  | Steve Nicol      |
| CM                                    | 5  | Jan Mølby        |
| CB                                    | 6  | Mark Wright      |
| CF                                    | 7  | Dean Saunders    |
| RM                                    | 8  | Ray Houghton     |
| CF                                    | 9  | Ian Rush         |
| LM                                    | 10 | Steve McManaman  |
| CM                                    | 11 | Michael Thomas   |
| Wisselspelers:                        |    |                  |
| MF                                    | 12 | Mike Marsh       |
| MF                                    | 14 | Mark Walters     |
| Coach:                                |    |                  |
| Graeme Souness Ronnie Moran (interim) |    |                  |

| GK             | 1  | Tony Norman      |  |     |
| RB             | 2  | Gary Owers       |  |     |
| CB             | 3  | Kevin Ball       |  |     |
| CB             | 4  | Gary Bennett     |  |     |
| LB             | 5  | Anton Rogan      |  |     |
| LM             | 6  | David Rush       |  | 69' |
| CM             | 7  | Paul Bracewell   |  |     |
| CF             | 8  | Peter Davenport  |  |     |
| CM             | 9  | Gordon Armstrong |  | 77' |
| CF             | 10 | John Byrne       |  |     |
| RM             | 11 | Brian Atkinson   |  |     |
| Wisselspelers: |    |                  |  |     |
| DF             | 12 | Paul Hardyman    |  | 69' |
| FW             | 14 | Warren Hawke     |  | 77' |
| Coach:         |    |                  |  |     |
| Malcolm Crosby |    |                  |  |     |